# 23

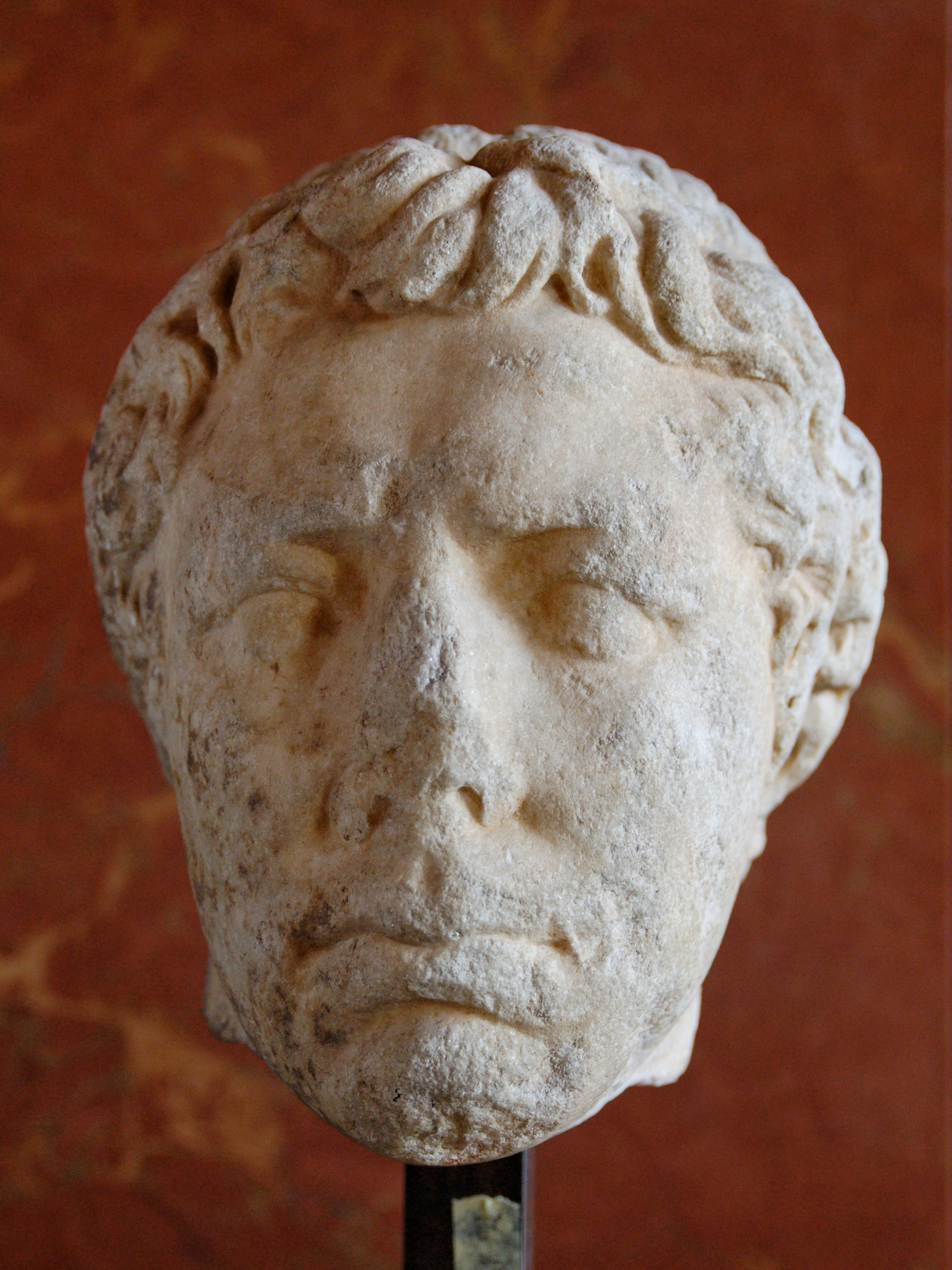
Juba II, koning van Numidië

Het jaar 23 is het 23e jaar in de 1e eeuw volgens de christelijke jaartelling.

## Gebeurtenissen

### Italië
- Lucius Aelius Seianus, prefect van de pretoriaanse garde, wordt tot adviseur benoemd van keizer Tiberius.
- Drusus de Jongere wordt vergiftigd door zijn vrouw Livilla, onder invloed van Seianus.

### Afrika
- Ptolemaeus van Mauretania (r. 23-40) volgt zijn vader Juba II op als koning van Mauretania.

### Klein Azië
- De stad Kibyra wordt getroffen door een reeks aardbevingen.

### China
- Keizer Wang Mang wordt in Chang'an, door opstandige boeren (de "Rode Wenkbrauwen") in zijn paleis gevangengenomen en onthoofd. Hiermee komt er een einde aan de Xin-dynastie.

## Geboren
- Plinius de Oudere, Romeins schrijver en natuurwetenschapper (overleden 79)

## Overleden
- Drusus de Jongere, zoon van Tiberius Claudius Nero
- Germanicus Gemellus, tweelingzoon van Drusus de Jongere
- Juba II (75), koning van Numidië
- Liu Xin (69), Chinese astronoom en bibliothecaris
- Wang Mang (68), keizer van het Chinese Keizerrijk